# شعب الكووه

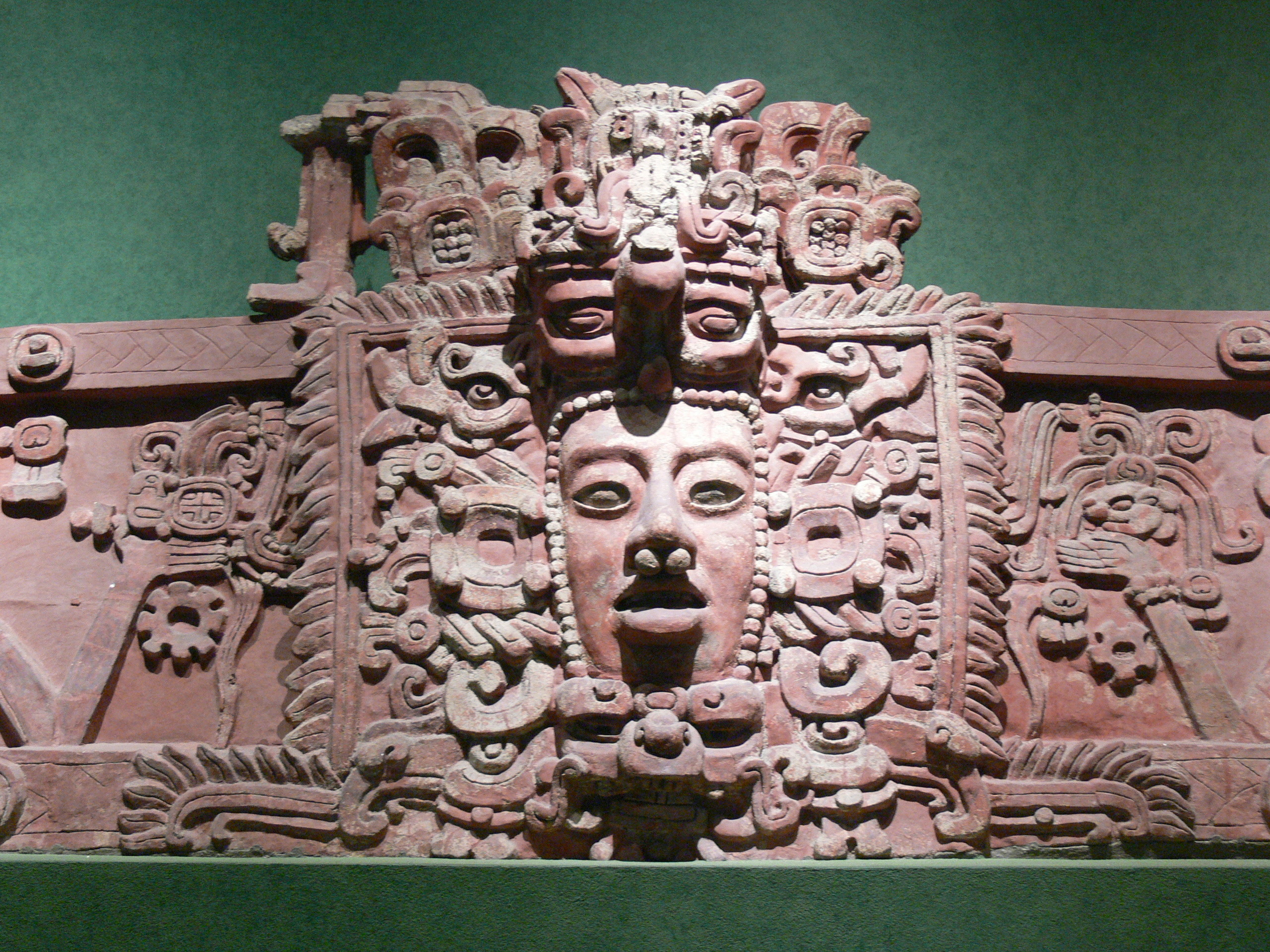

شعب الكووه أو الكووخ أو الكوجوو أو الكوبوو أو الكوبوس (بالإسبانية: couoh, Ko'woj, Kowoh, Coguó, Cohuó, Kob'ow, Kob'ox, y Kowó)‏ كان مجموعة بشرية من شعب المايا، وفي الوقت ذاته، مثلت كاسيك أو مشايخ المايا أو المانورالية في فترة ما بعد الكلاسيكية المتأخرة، فيما بين أعوام 1250 و1697، حيث استقروا حتى أواخر القرن السابع عشر، في بيتين في شمال غواتيمالا. ويُستخدم مصطلح الكووه حتى الآن للدلالة عن السلالة والنسب والصفة المكانية وديمونيم في مناطق المايا في شبه جزيرة يوكاتان.